# 普罗泰戈拉陨石坑
普罗泰戈拉陨石坑（Protagoras）是位于月球正面冷海中部的一座小撞击坑，约形成于38.5－38亿年前的早雨海世，其名称取自古希腊哲学家普罗泰戈拉 （约公元前490年－公元前420年），1935年被国际天文学联合会正式接受。

## 描述

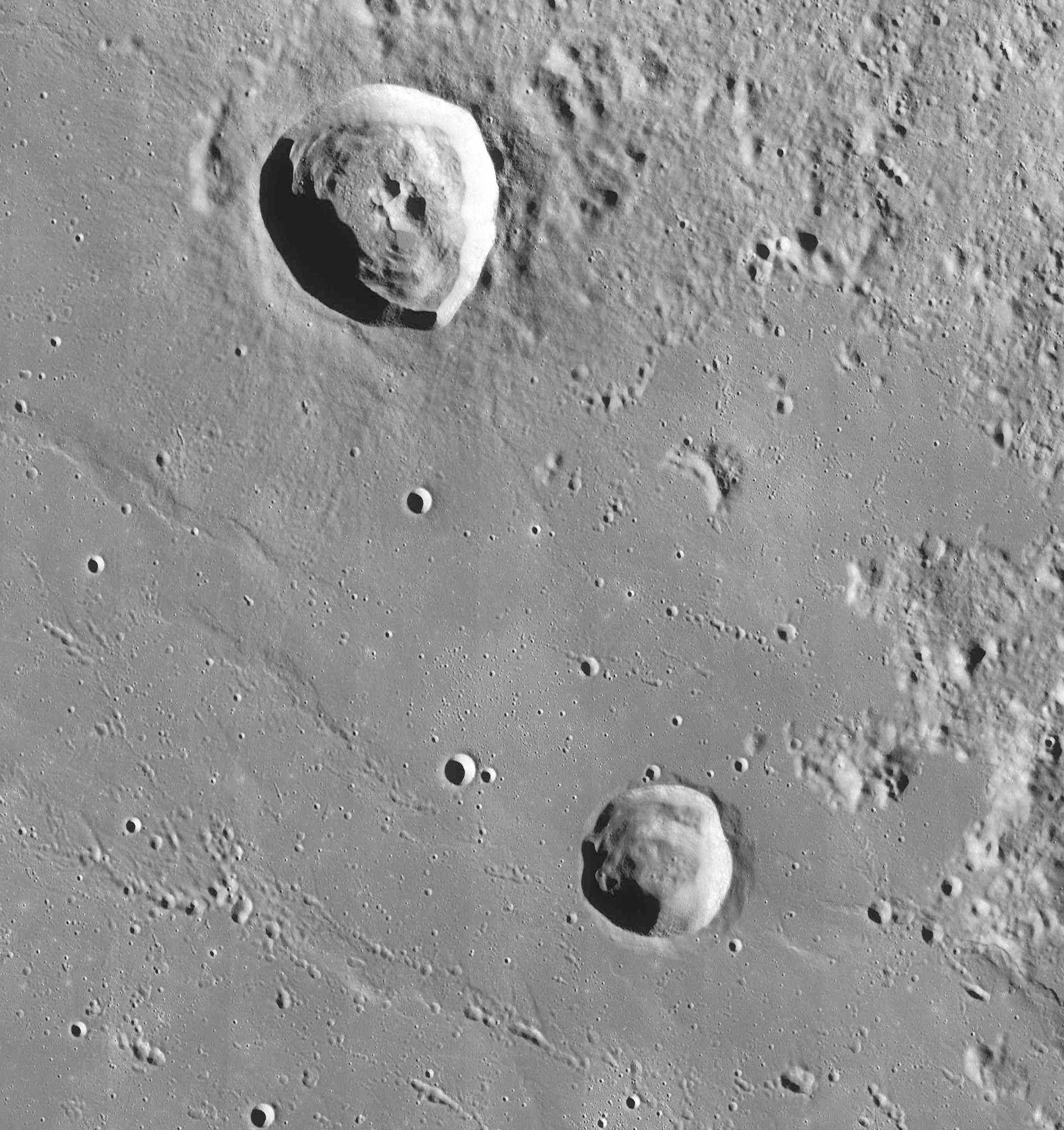
阿尔希塔斯陨石坑(左上)和普罗泰戈拉陨石坑(右下)，月球勘测轨道飞行器拍摄。

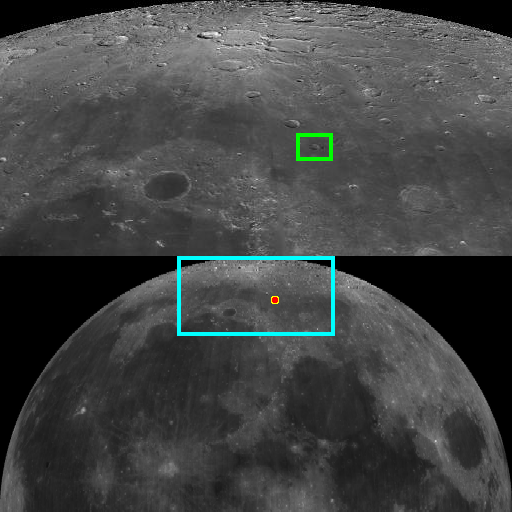
普罗泰戈拉陨石坑在月球上的位置

该陨坑西北偏北靠近较大的阿尔希塔斯陨石坑，东北与东南分别毗邻希普尚克斯陨石坑和亚里士多德环形山，蜿蜒的阿尔希塔斯月溪延伸在它的西南，而更远处则坐落了巍峨的阿尔卑斯山脉。
该陨坑中心月面坐标为56°01′N 7°20′E / 56.02°N 7.34°E，直径21.05公里，深约1.804公里。

普罗泰戈拉陨石坑是突出在周边平坦地形上之的一座撞击坑，外观轮廓大致圆状，它的西南段坑沿明显下凹，但整体坑口边缘完整清晰，几乎未见有破缺断裂。普罗泰戈拉陨石坑最大高出周边地形800米，内部容积约有271.20公里3，坑底表面崎岖不平，靠西侧内壁分布有数道平行的山脊。该陨坑的东面分布有一片崎岖的高地，但左近平坦的月表上只散布有数座细小的陨石坑。

## 卫星陨石坑
按照惯例，最靠近普罗泰戈拉陨石坑的卫星陨石坑在月表地图上以字母标注在卫星坑的中心点旁边。

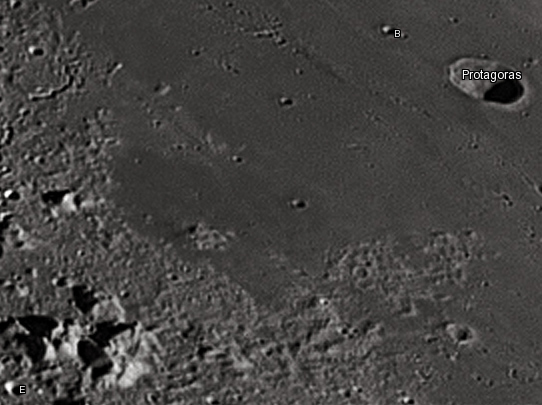
卫星坑图

| 普罗泰戈拉 | 纬度     | 经度    | 直径    |
| ---------- | -------- | ------- | ------- |
| B          | 56.43° N | 5.67° E | 4.4公里 |
| E          | 49.53° N | 0.54° E | 5.8公里 |

## 另请参阅
- Andersson, L. E.; Whitaker, E. A. . NASA RP-1097. 1982.
- Blue, Jennifer. . USGS. July 25, 2007  [2007-08-05]. （原始内容存档于2020-05-30）.
- Bussey, B.; Spudis, P. . New York: Cambridge University Press. 2004. ISBN 978-0-521-81528-4.
- Cocks, Elijah E.; Cocks, Josiah C. . Tudor Publishers. 1995. ISBN 978-0-936389-27-1.
- McDowell, Jonathan. . Jonathan's Space Report. July 15, 2007  [2007-10-24]. （原始内容存档于2015-01-12）.
- Menzel, D. H.; Minnaert, M.; Levin, B.; Dollfus, A.; Bell, B. . Space Science Reviews. 1971, 12 (2): 136–186. Bibcode:1971SSRv...12..136M. doi:10.1007/BF00171763.
- Moore, Patrick. . Sterling Publishing Co. 2001. ISBN 978-0-304-35469-6.
- Price, Fred W. . Cambridge University Press. 1988. ISBN 978-0-521-33500-3.
- Rükl, Antonín. . Kalmbach Books. 1990. ISBN 978-0-913135-17-4.
- Webb, Rev. T. W.  6th revised. Dover. 1962. ISBN 978-0-486-20917-3.
- Whitaker, Ewen A. . Cambridge University Press. 1999. ISBN 978-0-521-62248-6.
- Wlasuk, Peter T. . Springer. 2000. ISBN 978-1-85233-193-1.